# ماتیاس آدولفسون
ماتیاس آدولفسون (متولد ۱۹۶۵) یک گرافیست و تصویرگر سوئدی است که به خاطر طراحی‌های دقیق و عجیبش با جوهر و آبرنگ شهرت دارد. او در سیگتونا، درست خارج از استکهلم، سوئد زندگی و کار می‌کند. سبک او بخاطر لرزش دستانش معروف شد.

## در آغاز کار
او در دانشگاه هنر و طراحی گوتنبرگ تحصیل کرده و دارای مدرک کارشناسی ارشد در رشته طراحی گرافیک است. او ابتدا به عنوان مهندس شروع به آموزش کرد، اما بخش‌های غیر ریاضی را بسیار خسته کننده دید، بنابراین به معماری و سپس به طراحی گرافیک تغییر داد. آدولفسون به مدت ۱۰ سال به عنوان طراح بازی‌های ویدیویی کار کرد و از دانش خود در ریاضیات و معماری برای ایجاد تصاویر سه بعدی برای صنعت بازی استفاده کرد.

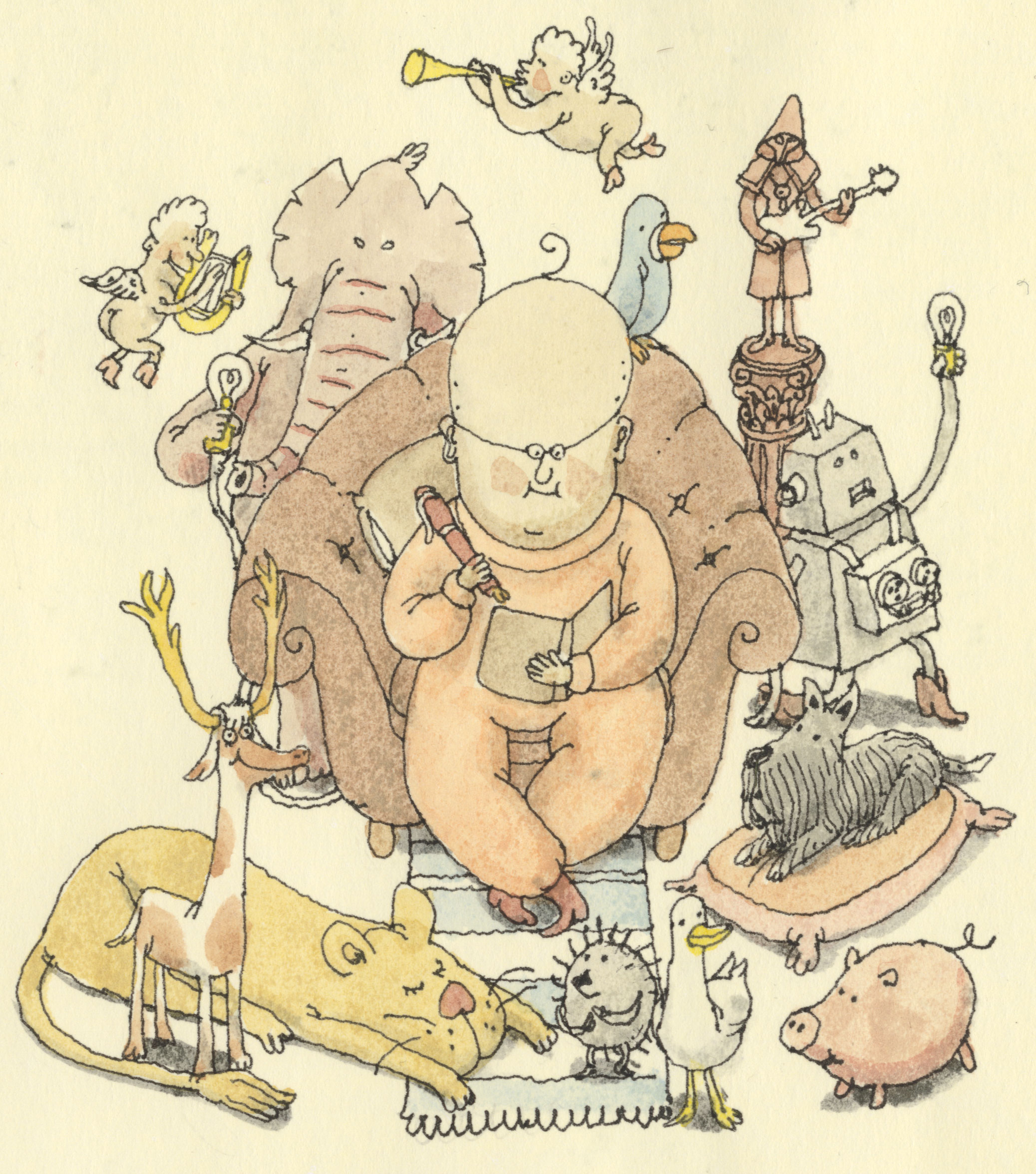
سلف پرتره ماتیاس آدولفسون، گرافیست و تصویرگر سوئدی

### اعتبار بازی
- Kosmopolska (1997) - طراحی - مفهوم و ایده بازی

### هنر/گرافیک
- Battlefield: Bad Company (2008) (هنرمندان اضافی)
- مسابقه ۰۷: بازی رسمی WTCC (2007) (هنرمندان آهنگ)
- مسابقه: بازی رسمی WTCC (2006) (هنرمندان آهنگ)
- RalliSport Challenge 2 (2004) (هنرمندان)
- Stardom: Your Quest For Fame (2000) (فرم گرافیکی)
- Backpacker 2 (1997) (تصویرسازی، انیمیشن)[۴]

## مواد و روش‌ها
آدولفسون استفاده از کتاب طراحی را ترویج می‌کند که همه جا با خود حمل می‌کند. در سفر یا هر زمان دیگری که داشته باشد، از قلم خود استفاده می‌کند و بر اساس آنچه در اطرافش می‌بیند، دنیایی فانتزی می‌سازد. مجلات او مبنای بسیاری از کارهای منتشر شده او بوده‌است و او ۳۹ مورد از آنها را در دهه گذشته پر کرده‌است و پیشرفت خود را در سایت‌های رسانه‌های اجتماعی خود نشان می‌دهد. هنگامی که او به استودیوی خود بازمی‌گردد، از شستشوی جوهر برای افزودن سایه و عمق استفاده می‌کند و سپس به نقاشی‌ها آبرنگ اضافه می‌کند.
او از طرفداران بزرگ استفاده از رسانه‌های اجتماعی، از جمله وبلاگ‌ها، اینستاگرام و توییتر برای در دسترس قرار دادن هنر خود برای همه و تبلیغ مهارت‌های خود بوده‌است.
روش‌ها و برخی از کارهای او در هشت صفحه منتشر شده در Sketching from the Imagination: An Insight to Creative Drawing از انتشارات 3dtotal که برای الهام بخشیدن به هنرمندان دیگر ایجاد شده‌است، ارائه شده‌است. یکی از نقاشی‌های او نیز روی جلد دیده می‌شود.

## جلدهای آلبوم
در سال ۲۰۰۷، آدولفسون برای ایجاد جلد هنری آلبوم Dance Gavin Dance "Downtown Battle Mountain" تماس گرفت و از آن زمان در بسیاری از آلبوم‌های آنها همکاری کرده‌است. او همچنین چارچوبی برای پوسترهای تبلیغاتی کنسرت خود ایجاد کرده‌است.
- Downtown Battle Mountain، ۲۰۰۷، Rise Records
- رقص، گاوین، رقص، ۲۰۰۸، Rise Records
- مراسم قدیمی - پیاده‌روی در هوا، ۲۰۰۹، آلیوشا رکوردز
- Downtown Battle Mountain II، ۲۰۱۱، Rise Records
- <i id="mwQA">Acceptance Speech</i> ، ۲۰۱۳، Rise Records
- <i id="mwQw">Mothership</i> ، ۲۰۱۶، Rise Records
- <i id="mwRg">Afterburner</i> ، ۲۰۲۰، Rise Records

پس از کشف آثار آدولفسون در یک فروشگاه کمیک، ریور کومو، رهبر گروه ویزر، شیفته آثار آدولفسون شد و از او خواسته شد تا اثر هنری آلبوم OK Human را که در سال ۲۰۲۱ منتشر شد، تولید کند. حفر کردن! آن را به عنوان یکی از ۱۰ جلد آلبوم برتر برای سال ۲۰۲۱ معرفی کرد.

## تصاویر قابل توجه
آدولفسون آثاری برای دیزنی، نیویورک تایمز، وایرد و نیویورکر تولید کرده‌است.
- به این ترتیب آهنگ‌های پاپ موفق ساخته می‌شوند. DN. SE. 1 نوامبر ۲۰۱۵. ۲۲ آوریل ۲۰۲۰، دیویدسون، آدام (۲۸ دسامبر ۲۰۱۱) بخوانید.
- آیا چین از آمریکا پیشی خواهد گرفت؟ (به انگلیسی آمریکایی). مجله نیویورک تایمز.ISSN 0362-4331. خواندن در ۲۲ آوریل 2020.[۱۲]
- بازدید از سیاره ماتیاس آدولفسون تصویرگر سوئدی در اولین سفرش به تایوان (به زبان انگلیسی)، Kassy Cho, City543. خواندن در ۲۲ آوریل 2020.[۱۳]
- اینجا زیباترین کتاب سال است. ۲۳ آوریل 2020.[۱۴]
- AI-AP | تصویرسازی آمریکایی – عکاسی آمریکایی. www.ai-ap.com، خواندن ۲۳ آوریل 2020[۱۵]

ماتیاس آدولفسون آثار هنری سفارشی برای Atelier Choux ساخته‌است که در پتوها و بسته‌بندی‌های کودک، Chipotle و Nickelodeon استفاده می‌شود.
- پازل ۲۴ اینچ x 32 اینچ ۱۵۰۰ تکه ناشر: Heye, UPC: 4001689298913
- سفینه فضایی، پازل ۲۴ اینچ ۳۲ اینچ ۱۵۰۰ قطعه، ناشر: Heye, UPC: 4001689298418
- Music Maniac, 19.5 اینچ x 27.5 اینچ پازل ۱۰۰۰ قطعه ناشر: Heye, UPC: 4001689299286
- کابینت کنجکاوی، پازل ۲۴ اینچ ۳۲ اینچ ۱۵۰۰ تکه، ناشر: Heye, UPC: 4001689297947
- تصویرگر برای Carlsen, Bonnier, Till mitt Barnbarn, 15 اکتبر ۲۰۰۹,شابک ‎۹۷۸–۹۱۶۳۸۵۵۱۴۶

## جوایز
- تصویرسازی آمریکایی (AI # 39) - دو تصویر از «دوم در خط» توسط هیئت داوران برای گنجاندن در جلد گالینگور سالانه انتخاب شدند.[۱۷]
- زیباترین کتاب سال ۲۰۱۳ (کتاب هنر سوئد). انجمن کتاب سوئد هر سال ۲۵ کتاب برتر را در دسته‌های مختلف از جمله هنر انتخاب می‌کند. ۲۵ اثر برگزیده دیپلم دریافت می‌کنند و آثار برگزیده در کاتالوگ نمایشگاه و در وب سایت سوئد کتاب هنر ارائه می‌شود. این کتاب‌ها در کتابخانه سلطنتی استکهلم و در نمایشگاه‌هایی در مکان‌های مختلف سوئد و بین‌المللی به مدت یک سال به نمایش گذاشته می‌شوند. علاوه بر این، آنها نماینده سوئد در مسابقه بین‌المللی کتاب Die Schönsten Bücher aus aller Welt هستند که هر ساله در نمایشگاه‌های لایپزیگ و فرانکفورت به نمایش می‌گذارد.[۱۸][۱۹]
- بهترین اثر هنری آلبوم - Afterburner - Dance Gavin Dance - Heavy Music Awards - 2021[۲۰]

## زندگی شخصی
آدولفسون با سیسیلیا لوی که او نیز هنرمند است ازدواج کرده و دو دختر دارد. او از اسکی و پیاده‌روی در حومه سوئد لذت می‌برد.

## انتشارات
- Mattias Unfiltered: The Sketchbook Art of Mattias Adolfsson، ۲۰۱۲، BOOM! استودیوها،شابک ‎۹۷۸–۱۶۰۸۸۶۲۷۷۱
- ترافیک ماتیاس آدولفسون (تصویر)، ۲۰۱۴، انتشارات تمپلار، ASIN B00SB2SQT6
- First in Line، ۲۰۱۱، Sanatorium Forlag،شابک ‎۹۷۸–۹۱۸۷۲۴۳۰۶۶
- دوم در خط، ۲۰۱۳، Sanatorium Forlag،شابک ‎۹۷۸–۹۱۸۷۲۴۳۰۷۳
- سومین خط، ۲۰۱۵، آسایشگاه فورلاگ،شابک ‎۹۷۸–۹۱۸۷۲۴۳۰۸۰